# Burmoniscus coecus
Burmoniscus coecus är en kräftdjursart som först beskrevs av Gustav Budde-Lund 1895.  Burmoniscus coecus ingår i släktet Burmoniscus och familjen Philosciidae. Inga underarter finns listade i Catalogue of Life.